# Jugando por el mundo
Los Disney Friends for Change Games (en Latinoamérica Jugando por el Mundo) son los juegos Olímpicos de Disney Channel, que es parte de la estación de Disney para la iniciativa de Amigos por el Mundo. Estos juegos sustituye a los Disney Channel Games que fueron producidos entre los años 2006 y 2008.
En Estados Unidos su estreno fue el 24 de junio de 2011. En Latinoamérica su estreno en Disney Channel fue el 15 de agosto de 2011 y en Disney XD era transmitida la repetición de la semana los sábados.

## 2011

### Equipos
Cuatro equipos (rojo, azul, amarillo y verde) estaban jugando para su organización benéfica elegida. Un monto de $125.000 dólares se le asignó automáticamente a cada uno para la caridad y el equipo ganador recibió un adicional de $200.000 dólares para su organización benéfica elegida. El equipo Rojo estaba apoyando al World Wildlife Fund, el equipo Azul estaba apoyando a Ocean Conservancy, el Equipo Verde estaba apoyando a la Fauna & Flora International y el Equipo Amarillo estaba apoyando a UNICEF.

#### Equipo Rojo -World Wildlife Fund(Ganadores)
| Estrellas               | País           | Representando Serie/Película/País |
| ----------------------- | -------------- | --------------------------------- |
| Mitchel Musso (Capitán) | Estados Unidos | Par de Reyes                      |
| Jake T. Austin          | Estados Unidos | Wizards of Waverly Place          |
| Kelsey Chow             | Estados Unidos | Par de Reyes                      |
| Davis Cleveland         | Estados Unidos | Shake It Up                       |
| Zendaya                 | Estados Unidos | Shake It Up                       |
| Dean Delannoit          | Bélgica        | Disney Channel Benelux            |
| Roshon Fegan            | Estados Unidos | Shake It Up                       |
| Carlon Jeffrey          | Estados Unidos | A.N.T. Farm                       |
| Doc Shaw                | Estados Unidos | Par de Reyes                      |

Nota
1. El equipo rojo ganó con éxito Jugando por el Mundo. Ganando dos eventos, el equipo rojo ganó 1025 puntos y también los puntos adicionales en línea. Se han donado más de 300.000 dólares al ganar un extra de $100.000 dólares adicionales. Ellos ganaron dos trofeos por ganar la competencia y los puntos en línea.

#### Equipo Azul - Ocean Conservancy (Subcampeón)
| Estrella              | País           | Representando Serie/Película/País |
| --------------------- | -------------- | --------------------------------- |
| Debby Ryan (Capitana) | Estados Unidos | Jessie                            |
| Allisyn Ashley Arm    | Estados Unidos | So Random!                        |
| Doug Brochu           | Estados Unidos | So Random!                        |
| Olavo Cavalheiro      | Brasil         | Disney Channel Brasil             |
| Hutch Dano            | Estados Unidos | Zeke y Luther                     |
| Leo Howard            | Estados Unidos | Kickin' It                        |
| Stefanie Scott        | Estados Unidos | A.N.T. Farm                       |

#### Equipo Amarillo -UNICEF
| Estrellas                  | País                       | Representando Serie/Película/País                   |
| -------------------------- | -------------------------- | --------------------------------------------------- |
| Bridgit Mendler (Capitana) | Estados Unidos             | ¡Buena Suerte, Charlie!                             |
| Jorge Blanco               | México                     | Disney Channel Latinoamérica                        |
| Valentina Colombo          | Italia                     | Disney Channel Italia                               |
| Sierra McCormick           | Estados Unidos             | A.N.T. Farm                                         |
| Adam Irigoyen              | Estados Unidos             | Shake It Up                                         |
| Logan Miller               | Estados Unidos             | Estoy en la Banda                                   |
| China Anne McClain         | Estados Unidos             | A.N.T. Farm                                         |
| Gregg Sulkin               | Reino Unido Estados Unidos | Disney Channel Reino Unido Wizards of Waverly Place |

#### Equipo Verde - Fauna & Flora International
| Estrellas                      | País           | Representando Serie/Película/País |
| ------------------------------ | -------------- | --------------------------------- |
| Brandon Mychal Smith (Capitán) | Estados Unidos | So Random!                        |
| Valeria Baroni                 | Argentina      | Disney Channel Latinoamérica      |
| Paula Dalli                    | España         | Disney Channel España             |
| Adam Hicks                     | Estados Unidos | Zeke y Luther                     |
| David Henrie                   | Estados Unidos | Wizards of Waverly Place          |
| Sterling Knight                | Estados Unidos | So Random!                        |
| Ryan Ochoa                     | Estados Unidos | Par de Reyes                      |
| Eve Ottino                     | Francia        | Disney Channel Francia            |
| Bella Thorne                   | Estados Unidos | Shake It Up                       |

Notas
1. Después de ganar la Batalla de Baile de Mucha Energía, el Equipo Rojo utiliza su premio —la oportunidad de tomar cualquier jugador de otro equipo excepto a los capitanes— para "robar" a Roshon del Equipo Azul.
2. China Anne, Doc, Doug y Ryan fueron elegidos los 'Jugadores Más Valiosos' de sus respectivos equipos durante la semana 2. China Anne cambió de equipo con Ryan, y Doug cambió con Doc.
3. En la semana 3, China Anne y Sierra al ser las más jóvenes de sus equipos fueron nombradas capitanas por el reto del reciclaje, pero Brandon y Bridgit continuaron como capitanes en la semana 4.
4. En la semana 4, un jugador misterioso fue añadido para ayudar al equipo azul. Ese jugador misterioso fue Leo Howard.

### Competencias
| Semana | Evento                                                       | Descripción | Fecha de emisión                            | Equipo ganador  |
| ------ | ------------------------------------------------------------ | --- | ------------------------------------------- | --------------- |
| 1      | High Energy Dance Battle (Batalla de Baile de Mucha Energía) | Los equipos realizaron una rutina de baile sobre una pista que genera energía. El equipo ganador se le permitió robar un jugador de otro equipo. Rosero McCoy fue quien juzgo a los equipos. | 24/6/2011 - 26/6/2011 15/8/2011 - 19/8/2011 | Equipo Rojo     |
| 2      | Wash Out (Lavar la Ropa)                                     | Los equipos buscaron tres piezas de ropa del color de su equipo (camiseta, pantalón y chaqueta) y los lavaron y secaron con una arandela de tracción humana y un tendedero. Los jugadores más valiosos fueron elegidos por cada equipo y cambiaron de equipos. | 8/7/2011 - 10/7/2011) 22/8/2011 - 26/8/2011 | Equipo Amarillo |
| 3      | The Recycler (El Reciclador)                                 | Los jugadores de cada equipo corrieron en las ruedas de hámster gigante al poner en alta velocidad la cinta transportadora llena de artículos reciclables que otros jugadores del equipo tomaron y arrojaron en las papeleras de reciclaje. En la ronda final, los jugadores más jóvenes de los equipos verde y amarillo se convirtieron en capitanes de su equipo. | 15/7/2011 - 17/7/2011) 29/8/2011 - 2/9/2011 | Equipo Verde    |
| 4      | The Ultimate Course for Change (Máxima carrera por el mundo) | Los equipos estuvieron haciendo una ultra carrera de obstáculos. Esto incorporará temas verdes de Amigos por el Mundo. | 29/7/2011 - 31/7/2011) 5/9/2011 - 9/9/2011  | Equipo Rojo     |

### Marcador
| Equipos | Semana 1 | Semana 2 | Semana 3 | Semana 4 | Total | Lugar |
| ------- | -------- | -------- | -------- | -------- | ----- | ----- |
| Red     | 300      | 200      | 100      | 425      | 1025  | 1.er  |
| Blue    | 200      | 100      | 100      | 300      | 700   | 2.º   |
| Yellow  | 50       | 300      | 200      | 0        | 550   | 3.er  |
| Green   | 100      | 100      | 300      | 0        | 500   | 4.º   |

     El equipo consiguió los puntos más altos en un desafío.
     El equipo consiguió los puntos más bajos en un desafío.
     El equipo consiguió la mayor puntuación al final de la competencia.
     El equipo fue descalificado por no completar un obstáculo.
Nota
1. Dado que ambos equipos Amarillo y Verde, tanto avanzados para el siguiente desafío sin haber completado correctamente el desafío anterior, ambos fueron descalificados del evento. Por lo tanto, se han quedado 0 puntos.

#### Puntos en línea
En Internet, los fanes jugaron y donaron puntos a su equipo favorito. El equipo rojo ganó con el 38%, ganando a un extra de $100.000 dólares por su caridad. El equipo Azul donaron el 24%, el equipo Amarillo donaron el 20%, y el equipo verde donaron el 18%.

### Concierto de la Esperanza
El Concierto de la Esperanza se llevará a cabo al final de los juegos. Esto destacó a Allstar Weekend, Jonas Brothers y Selena Gomez & the Scene.

### Doblaje al español
| Celebridad                       | Actor de doblaje Latinoamérica                                   | Actor de doblaje · España                   |
| -------------------------------- | ---------------------------------------------------------------- | ------------------------------------------- |
| Tiffany Thornton                 | Mireya Mendoza                                                   | Pilar González Agudo                        |
| Jason Earles                     | Javier Olguín                                                    | Adolfo Moreno                               |
| Equipo Rojo                      |                                                                  |                                             |
| Mitchel Musso                    | Abraham Vega                                                     | Pablo Tribaldos                             |
| Jake T. Austin                   | Rodrigo Gutiérrez                                                | Carlos Bautista                             |
| Kelsey Chow                      | Jessica Ángeles                                                  | Danai Jiménez Querol                        |
| Davis Cleveland                  | Ángel García                                                     | Iván Sánchez                                |
| Zendaya                          | Constanza Lechuga                                                | Guiomar Albuquerque Durán                   |
| Dean Delannoit                   | Víctor Ugarte                                                    | ¿?                                          |
| Doug Brochu                      | Diego Armando Ángeles                                            | Adrián Viador                               |
| Carlon Jeffrey                   | Demián Velazco Rochwerger                                        | Sergio Sánchez Quiñones                     |
| Equipo Azul                      |                                                                  |                                             |
| Debby Ryan                       | Cynthia de Pando                                                 | Carmen Cervantes                            |
| Allisyn Ashley Arm               | Andalucía López                                                  | Tania Ugio                                  |
| Olavo Cavalheiro                 |                                                                  |                                             |
| Hutch Dano                       | Jaime Alberto Carrillo                                           | Álvaro de Juan                              |
| Roshon Fegan                     | Alejandro Orozco                                                 | Jesús Alberto Pinillos                      |
| Doc Shaw                         | Javier Olguín                                                    | Álex Saudinós                               |
| Stefanie Scott                   | Daiana Giselle Vecchio                                           | Celia De Diego                              |
| Jake Short                       | Pedro Colavino Grafhó                                            | Blanca Rada                                 |
| Leo Howard                       | Alan García Jr.                                                  | Rodri Martín                                |
| Equipo Amarillo                  |                                                                  |                                             |
| Bridgit Mendler                  | Jessica Ángeles                                                  | Ainhoa Martín                               |
| Jorge Blanco                     |                                                                  |                                             |
| Valentina Colombo                | ¿?                                                               | ¿?                                          |
| Adam Irigoyen                    | Bruno Coronel                                                    | Sergio Sánchez Quiñones                     |
| China Anne McClain               | Gisela Viviano                                                   | Tania Ugio                                  |
| Sierra McCormick                 | Pilu Espinosa                                                    | Anahí De La Fuente                          |
| Logan Miller                     | Arturo Cataño                                                    | Miguel Antelo                               |
| Gregg Sulkin                     | Omar Soto                                                        | Álvaro De Juan                              |
| Equipo Verde                     |                                                                  |                                             |
| Brandon Mychal Smith             | Irwin Daayán Luis Daniel Ramírez (algunos cap.)                  | Alejandro Méndez                            |
| Valeria Baroni                   |                                                                  |                                             |
| Paula Dalli                      |                                                                  |                                             |
| Adam Hicks                       | Diego Armando Ángeles                                            | Ricardo escobar                             |
| David Henrie                     | Arturo Castañeda                                                 | Jorge Saudinós                              |
| Sterling Knight                  | Claudio Velázquez                                                | Adolfo Moreno                               |
| Ryan Ochoa                       | José Antonio Toledano                                            | Rodri Martín                                |
| Eve Ottino                       | ¿?                                                               | ¿?                                          |
| Bella Thorne                     | Anaís Portillo                                                   | Ainhoa Martín                               |
| Créditos Técnicos                |                                                                  |                                             |
| Estudio de Doblaje               | Diseño en Audio (DNA), México, D. F. Media Pro Com, Buenos Aires | SOUNDUB; Madrid, Barcelona, Santiago        |
| Director de doblaje              | Francisco Colmenero Luis Otero                                   | ¿?                                          |
| Traductor                        | Catherine González                                               | ¿?                                          |
| Adaptador                        | Catherine González                                               | ¿?                                          |
| Director Creativo                | Raúl Aldana                                                      | Raúl Aldana                                 |
| Doblaje al español producido por | Disney Character Voices International, Inc.                      | Disney Character Voices International, Inc. |

## Recepción

### Índices de audiencia
El primer evento fue vista por 3,4 millones de espectadores (8:00 PM), 3.9 millones de espectadores (8:30 P. m.), y 4,9 millones de espectadores (9:00 P. m.).